# Comte Grey
Pour les articles homonymes, voir Grey.
Le titre comte Grey a été créé dans la pairie du Royaume-Uni pour le 1er baron Grey, un général de l'armée britannique. 
Le thé Earl Grey est nommé en l'honneur du 2e comte. Le 4e comte fut gouverneur-général du Canada ; la coupe Grey est nommée en son honneur. 

## Comte (1806)
- Charles Grey (1729-1807)
- Charles Grey (1764-1845)
- Henry Grey (1802-1894)
- Albert Grey (1851-1917)
- Charles Grey (1879-1963)
- Richard Grey (1939-2013)
- Philippe Grey (1940-2023)
- Alexander Grey (en) (1968-)